# Ambler (Alaska)
Pour les articles homonymes, voir Ambler.

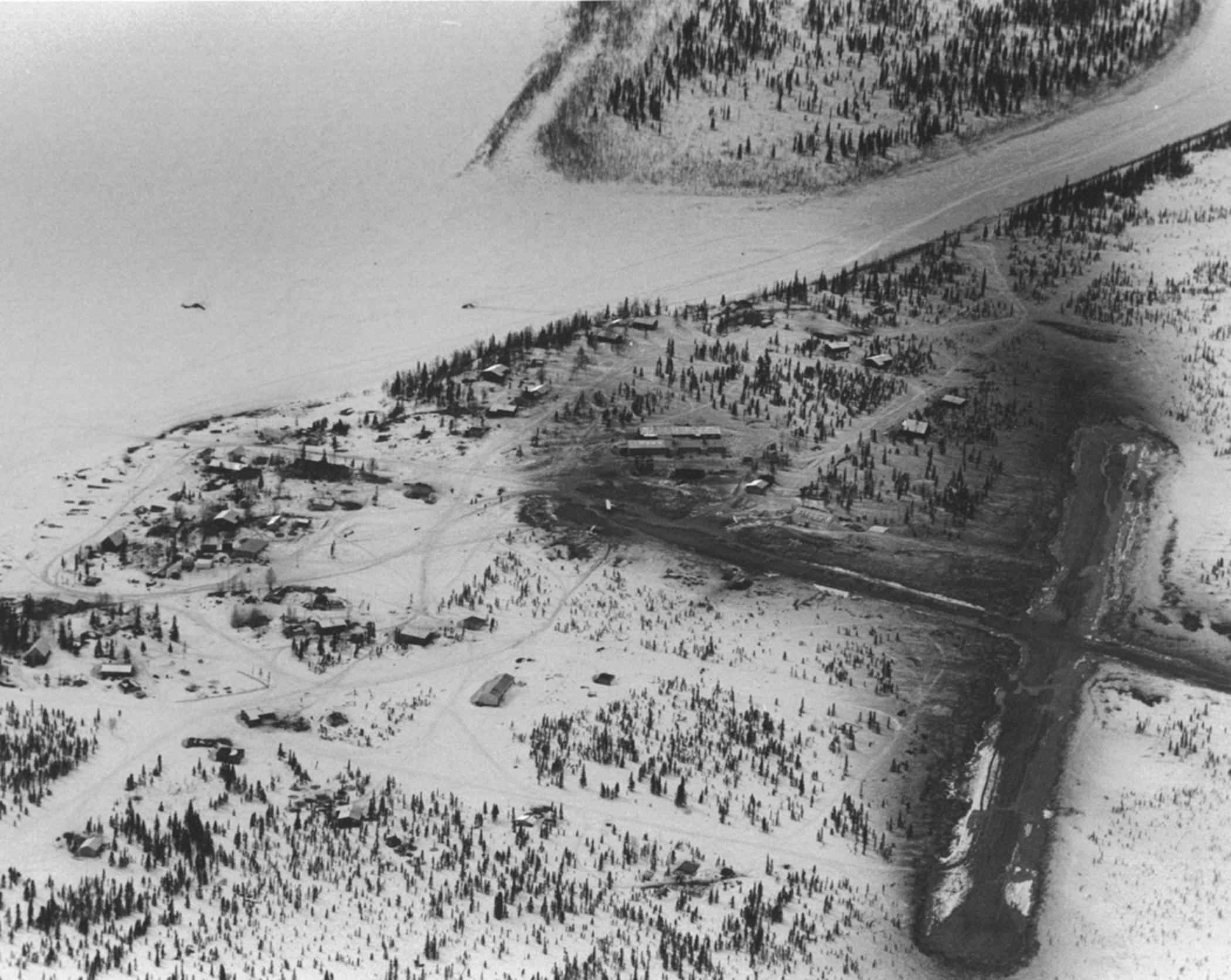

Ambler est une localité d'Alaska aux États-Unis située dans le borough de Northwest Arctic. Lors du recensement de 2010, sa population était de 258 habitants. Les habitants sont dans leur grande majorité de langue Iñupiat.

## Situation et climat
Ambler est situé sur la rive nord de la rivière Kobuk, près de son confluent avec la rivière Ambler, et se trouve à 45 milles (72 km) au nord du cercle arctique, à 138 milles (222 km) au nord-est de Kotzebue.
La localité bénéficie d'un climat continental, avec une moyenne de -23° l'hiver et de 10° l'été. Des températures extrêmes ont pu y être observées, entre -53° et 33°. La rivière Kobuk est navigable de début juillet à mi-octobre.

## Histoire
Ambler a été nommée d'après le nom d'un affluent de la rivière Kobuk, lui-même provenant de celui du Dr James M. Ambler, qui mourut de faim alors que son navire avait été pris dans les glaces arctiques en 1881. Ambler est habité de façon permanente depuis 1958, quand la population des villages de Shungnak et de Kobuk descendirent le cours de la rivière afin d'y trouver plus de poisson, et de gibier. Une poste a été ouverte en 1963.
On peut se rendre à Ambler, par bateau, l'été, avion ou motoneige. Il n'y a pas de routes reliant la localité à d'autres lieux de l'état.
Ambler possède une école, un dispensaire médical et quelques commerces et vit d'une économie de subsistance. Les habitants, en plus de la pêche et de la chasse, ont une activité artisanale d'objets en jade, et os taillés qui sont vendus dans les boutiques de souvenir de l'état d'Alaska.

## Démographie
| Groupe               | Ambler | Alaska | États-Unis |
| -------------------- | ------ | ------ | ---------- |
| Autochtones d'Alaska | 84,5   | 14,8   | 0,9        |
| Blancs               | 11,2   | 66,7   | 72,4       |
| Afro-Américains      | 0,4    | 3,3    | 12,6       |
| Métis                | 3,9    | 7,3    | 2,9        |
| Autres               | 0,0    | 8,1    | 11,2       |
| Total                | 100    | 100    | 100        |

Selon l'American Community Survey, pour la période 2011-2015, 53,41 % de la population âgée de plus de 5 ans déclare parler l'inupiaq à la maison, alors que 46,59 % déclare parler l'anglais.
| 1960 | 1970 | 1980 | 1990 | 2000 | 2010 |
| ---- | ---- | ---- | ---- | ---- | ---- |
| 70   | 169  | 192  | 311  | 309  | 258  |

## Transports
La localité possède un aéroport.

## Sources et références
- (en) Cet article est partiellement ou en totalité issu de l’article de Wikipédia en anglais intitulé « Ambler, Alaska » (voir la liste des auteurs).

1. ↑  (en) « Ambler, AK Population - Census 2010 and 2000 », sur censusviewer.com.
2. ↑  « Population of Alaska - Census 2010 and 2000 », sur censusviewer.com.
3. ↑  (en) « Language spoken at home by ability to speak english for the population 5 years and over », sur factfinder.census.gov.
4. ↑  « Statistiques des États-Unis (Alaska) - Profils des communautés de 2010 » (consulté en octobre 2020)